# George V (Métro Paris)
Der U-Bahnhof George V [ʒɔʁʒ sɛ̃k] ist eine unterirdische Station der Linie 1 der Pariser Métro.

## Lage
Die Station befindet sich an der Grenze des Quartier du Faubourg du Roule mit dem Quartier des Champs-Élysées im 8. Arrondissement von Paris. Sie liegt längs unterhalb der Avenue des Champs-Élysées unweit der Place Charles-de-Gaulle.

## Name
Zunächst trug die Station nach der nahen Avenue de l’Alma den Namen „Alma“. Sie erinnerte damit an die Schlacht an der Alma im Krimkrieg, als Franzosen und Briten am 20. September 1854 gemeinsam das russische Heer besiegten.
Seit dem 27. Mai 1920 ist die Avenue George V namengebend, nachdem die Avenue de l’Alma am 14. Juli 1918 entsprechend umbenannt worden war. Deren Name ehrt den englischen König George V., unter dessen Herrschaft die britische Armee im Ersten Weltkrieg den Franzosen zu Hilfe geeilt war.
Am 19. September 2022, dem Tag der Beerdigung von Königin Elisabeth II. wurde die Station einen Tag lang offiziell in „Elisabeth II.“ umbenannt. Auf einem Foto zeigte die Betreibergesellschaft RATP ein offizielles Schild mit dem Namen und den Lebensdaten der Verstorbenen. Um keine Verwirrung zu stiften, wurde auf jeder zweiten Tafel der bisherige und zukünftige Name der Station angezeigt.

## Geschichte und Beschreibung
Am 13. August 1900, einen knappen Monat nach der Eröffnung der Linie 1, wurde die Station als einer der ersten Pariser Untergrundbahnhöfe eröffnet. Bis dahin fuhren die Züge ohne zu halten durch. Die Linie 1 verkehrte damals zwischen Porte de Vincennes und Porte Maillot.
Die Station liegt unter einem elliptischen Deckengewölbe, sie hat gekrümmte Seitenwände und Seitenbahnsteige an zwei Streckengleisen. Anfang der 1960er Jahre wurde sie von 75 m auf 90 m verlängert und für den Verkehr mit gummibereiften Zügen umgerüstet. Ende 2008 wurde sie im Zuge der Einführung des fahrerlosen Betriebs auf der Linie 1 grundlegend renoviert. Die Bahnsteige wurden angehoben und Bahnsteigtüren installiert.
Ihre beiden Zugänge liegen beiderseits der Avenue des Champs-Élysées in Höhe der Einmündung der Rue de Bassano. Die die Zugänge einrahmenden neoklassizistischen Steinbrüstungen wurden von Joseph Cassien-Bernard entworfen.

## Fahrzeuge
Zunächst verkehrten auf der Linie 1 Züge, die aus einem Triebwagen mit nur einem Führerstand und zwei Beiwagen bestanden. Diese Fahrzeuge waren zweiachsig und jeweils knapp neun Meter lang. Bereits 1902 wurden Acht-Wagen-Züge mit je einem Triebwagen an den Zugenden gebildet. Bis 1905 wurden die Triebwagen, ab 1906 auch die Beiwagen durch vierachsige Fahrzeuge auf Drehgestellen ersetzt. 1908 hielten dunkelgrün lackierte Fünf-Wagen-Züge der Bauart Sprague-Thomson auf der Linie 1 Einzug, die sich dort bis in die 1960er Jahre hielten. Ab Mai 1963 wurden die auf Schienen verkehrenden Sprague-Thomson-Züge sukzessive durch gummibereifte Fahrzeuge (Sechs-Wagen-Züge der Baureihe MP 59) abgelöst, bis Dezember 1964 herrschte Mischverkehr der zwei Betriebsarten. 1997 folgte die Baureihe MP 89 CC, die mit der Aufnahme des automatischen Betriebs der Baureihe MP 05 wich.

## Umgebung
- Avenue des Champs-Élysées
- Revuetheater Lido